# Théâtre royal de Toone
 (novembre 2014).
Si vous disposez d'ouvrages ou d'articles de référence ou si vous connaissez des sites web de qualité traitant du thème abordé ici, merci de compléter l'article en donnant les références utiles à sa vérifiabilité et en les liant à la section « Notes et références ».
Le théâtre royal de Toone est un théâtre de marionnettes de tradition populaire bruxelloise, actif depuis 1830.
Il est repris à l'inventaire du patrimoine culturel immatériel de la Région de Bruxelles-Capitale depuis 2017.

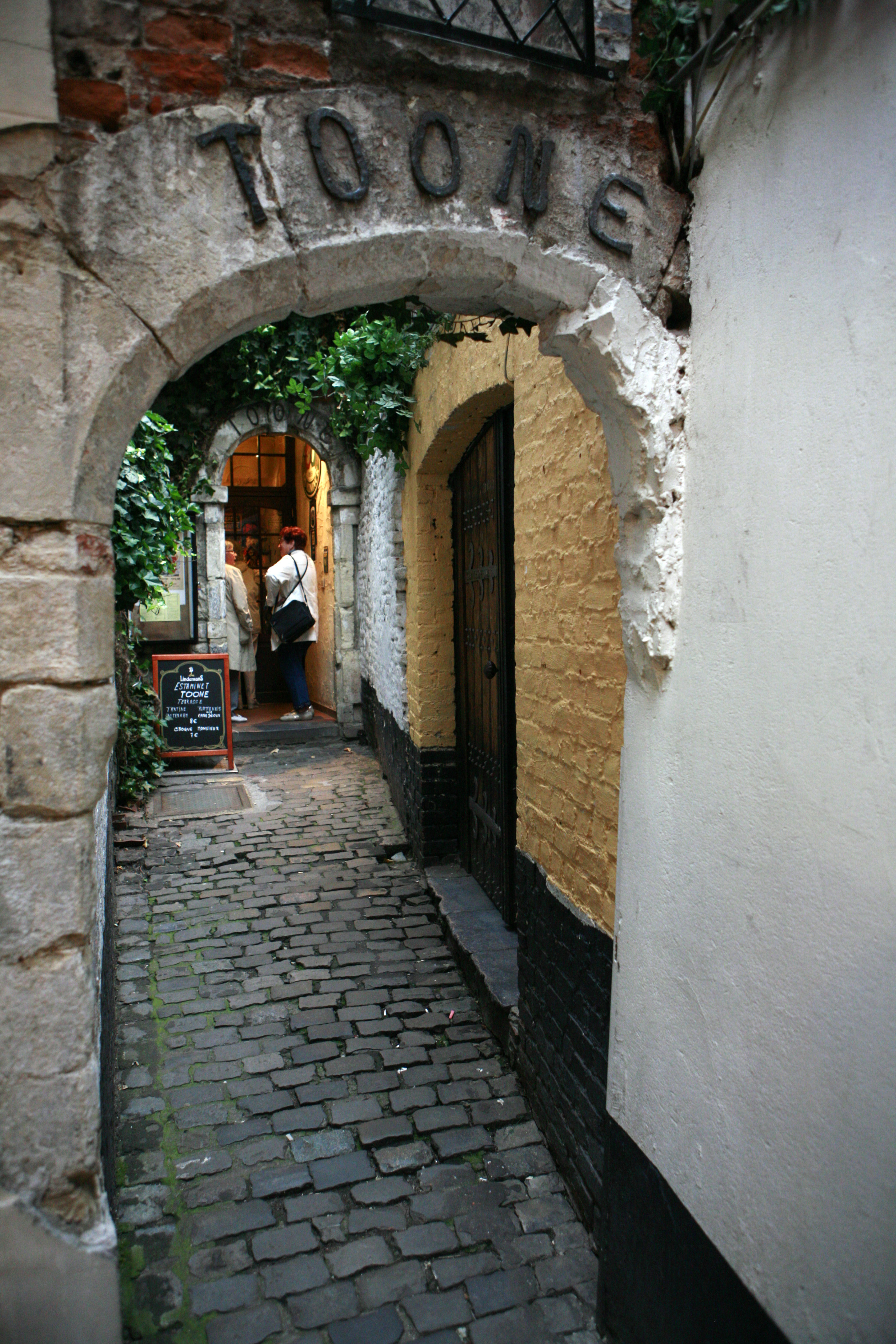
Enseigne du théâtre

## Contexte

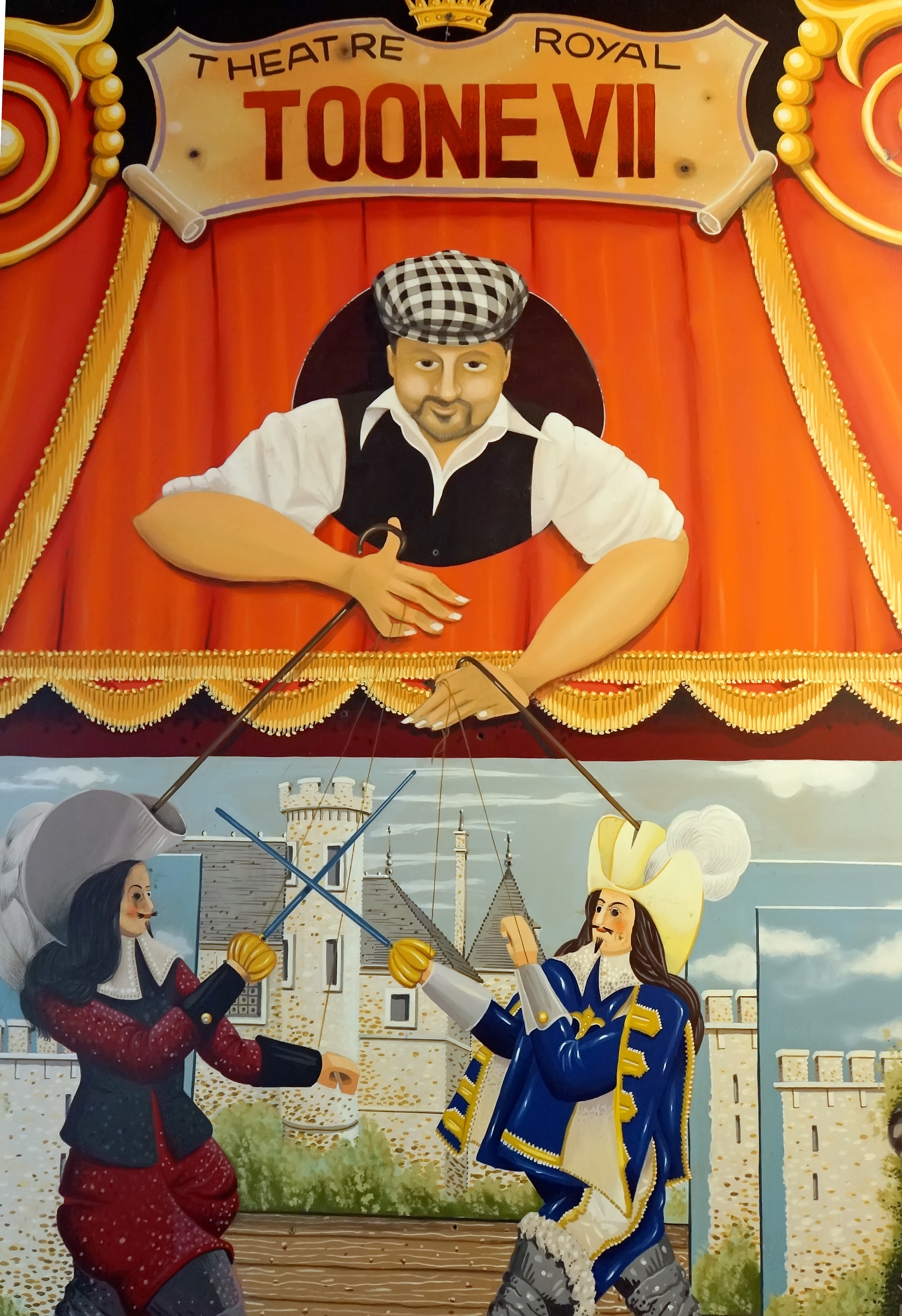
Theâtre Toone

Selon le folkloriste Antoine Demol, les marionnettes tirent leur origine d’une ordonnance de Philippe II d'Espagne, fils de Charles Quint, qui, détesté par la population, fait fermer les théâtres pour éviter qu’ils ne deviennent des lieux de rassemblement où se serait facilement développée l’hostilité à son égard. Les Bruxellois auraient alors remplacé les comédiens par des poechenelles (polichinelles) dans des théâtres clandestins.
Au début du XIXe siècle, les théâtres de marionnettes bruxelloises sont l’un des divertissements pour adultes que l’on peut rencontrer dans les quartiers populaires, qui obtiennent le plus de succès. Les marionnettes, sont généralement du type marionnettes à tringle, le manipulateur tient la tringle en métal attachée à la tête de la marionnette, des fils permettent de faire bouger les bras, les jambes étant entraînées par le mouvement de la tête. Leur taille varie de 60 cm à 1 m en fonction de leur importance. Pendant que ses aides se chargent de la manipulation, le montreur interprète les voix tout en surveillant le public qu’un excès d’enthousiasme amène parfois à lancer toutes sortes de projectiles sur les personnages qui lui déplaisent. 
Le théâtre de marionnettes permet une grande liberté de ton, ne demande pas beaucoup de moyens et peut se déplacer n’importe où. Souvent les montreurs travaillent comme ouvriers la journée et le soir se produisent dans une cave, devant les habitants du quartier. Leur répertoire très varié est emprunté aux légendes populaires, aux histoires de chevalerie ou encore, aux pièces religieuses ou historiques, qu’ils découpent en feuilleton et interprètent très librement suivant leur fantaisie.

## Histoire

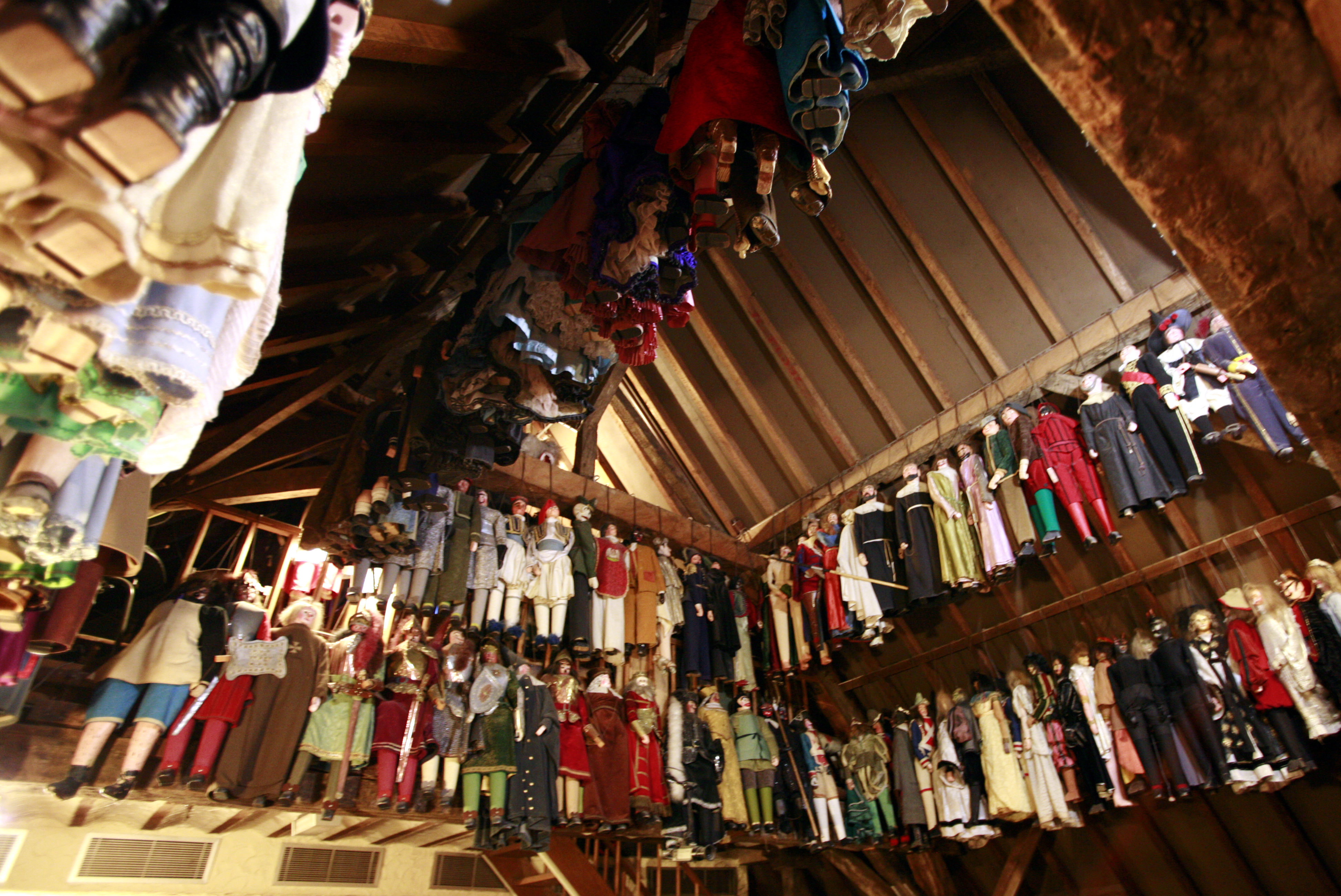

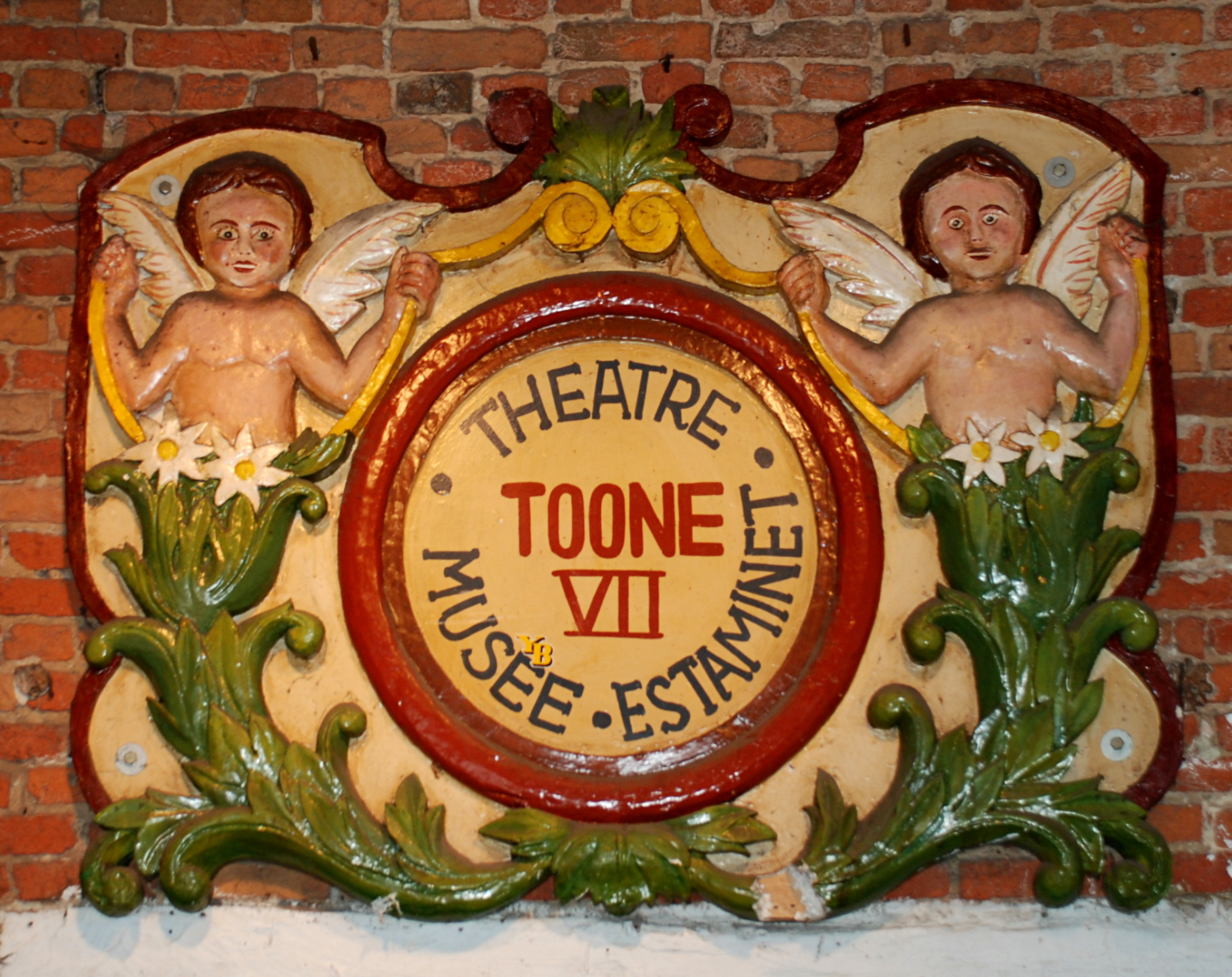
Théâtre Toone VII.

Depuis sa fondation dans le quartier des Marolles, et durant son histoire mouvementée, neuf montreurs se sont succédé dans la dynastie Toone. La transmission ne se fait pas nécessairement de père en fils : le nouveau Toone (diminutif bruxellois d’Antoine, le prénom du fondateur) doit être adopté à la fois par son prédécesseur et par son public populaire.
- Toone I, dit Toone l'ancien : Antoine Genty (1804-1890), marollien, peintre en carrosserie le jour, marionnettiste le soir. Il ne sait ni lire ni écrire et fabrique lui-même ses marionnettes. Il se soucie peu de la vérité historique et raconte des légendes populaires, des épopées médiévales et des pièces d'inspiration religieuse à un public fidèle, durant une carrière de 45 ans.
- Toone II, dit Jan van de Marmit : François Taelemans (1848-1895), marollien, ouvrier peintre, ami de Toone I. Il fait son apprentissage de marionnettiste aux côtés de Toone l'ancien et lui succède tout en poursuivant la tradition. Il doit changer à plusieurs reprises de caves pour des raisons d'hygiène et de sécurité.
- Toone III, à la mort de Toone II, suit une période mouvementée, la réputation de Toone est enviée et une quinzaine de théâtres concurrents tentent de s’approprier le nom. Deux prétendants sérieux revendiquent le titre :

Toone III, dit Toone de Locrel (du nom de l'impasse où il s'établit) : Georges Hembauf (1866-1898), marollien, ouvrier passementier. Formé par Toone II, il donne à son théâtre une ampleur nouvelle : nouveau répertoire, décors et marionnettes, ce qui lui permet de garder son public, malgré la concurrence. Faits exceptionnels dans la tradition : son épouse interprète les rôles féminins ; son fils sera nommé Toone IV, ce sera la première fois que la succession sera héréditaire.
Toone III, dit Jan de Crol en raison de sa chevelure bouclée (boucle = crol) : Jean-Antoine Schoonenburg (1852-1926), marollien, chapelier. Initié chez Toone l'ancien, il recourt à une méthode plus évoluée : il lit des romans, prend des notes, élabore un canevas et à partir de là il improvise les dialogues devant son public. Ses représentations peuvent parfois durer deux mois durant lesquels, chaque soir, les mêmes habitués viennent assister au spectacle. Forcé d'abandonner ce métier devenu peu rentable, il cède son théâtre à Daniel Vanlandewijck, futur Toone V, et se pend parmi ses poupées.
- Toone IV : Jean-Baptiste Hembauf (1884-1966), marollien, fils de Toone de Locrel. Associé à un fabricant de marionnettes, Antoine Taelemans (fils de Toone II), il dirige son théâtre pendant 30 ans. Mais avec la Première Guerre mondiale et l'apparition du cinéma, Toone IV se voit obligé de fermer les portes de son théâtre. Les « Amis de la marionnette », groupe de mécènes, sauvegardent les marionnettes bruxelloises et permettent à Toone IV de reprendre ses activités. Il crée Le mystère de la Passion, pièce de Michel de Ghelderode écrite à partir de la tradition orale.
- Toone V : Daniel Vanlandewijck (1888-1938), ouvrier de fabrique. Il rachète le jeu de Toone III dit Jan de Crol. Victime de la crise du public et des exigences d'hygiène imposées, il arrête ce métier et vend ses marionnettes. Racheté par les « Amis de la marionnette », ce patrimoine est heureusement sauvegardé.

Des personnalités participent à la défense de ce patrimoine dans les années 1930, parmi elles l'écrivain Michel de Ghelderode dans une émission radio et dans un texte intitulé Toone, roi des marolles. Il se met ensuite à écrire pour les marionnettes bruxelloises. Plus tard d'autres de ses œuvres seront adaptées par Toone VII.
- Toone VI : Pierre Welleman (1892-1974), ouvrier vulcanisateur. D'abord associé à Toone V, il lui succède ensuite avec ses quatre fils. Durant la Seconde Guerre mondiale une bombe tombe à côté de son atelier et détruit 75 marionnettes. La télévision et le football représentent de nouveaux concurrents. Frappé d'expropriation, Toone VI, découragé, commence à vendre ses marionnettes.

- Toone VII : José Géal (1931-), comédien et marionnettiste. Lorsqu'en 1963, épuisé par les difficultés rencontrées pour sauvegarder ce folklore bruxellois, Toone VI arrête de jouer, José Géal prend la succession et devient officiellement Toone VII. Ne trouvant pas de lieu idéal pour installer le théâtre dans le quartier des Marolles, il s’installe à deux pas de la Grand-Place. En 1971, la Ville de Bruxelles rachète la maison de Toone pour aider Géal à faire survivre ses marionnettes. Toone VII s'adapte à son temps : il adapte le répertoire et le traduit en plusieurs langues. Il attire ainsi un nouveau public : touristes, étudiants, fidèles et curieux remplacent aujourd'hui les spectateurs marolliens. Officier de l'Ordre de Léopold (2004) [3]

Dans les années soixante, José Géal a aussi connu les honneurs du petit écran en réalisant pour la RTB (télévision belge) les mini-séries télévisées avec marionnettes Bonhommet et Tilapin et Plum-Plum dans lesquelles il faisait la plupart des voix.
- Toone VIII : Nicolas Géal, comédien, fils de José Géal, il est couronné Toone VIII le 10 décembre 2003. Sa première création en 2006 est un Roméo et Juliette d'après William Shakespeare.

Le Théâtre de Toone abrite également un estaminet et un musée de la marionnette bruxelloise.

## Cinéma
- En 1953, Jean Cleinge réalise le documentaire Marionnettes de Toone, avec une musique d'André Souris. Présenté en compétition au Festival de Cannes en 1953 dans la catégorie Courts métrages.

## Accès
Adresse
Impasse Sainte-Pétronille
(située au 66 de la rue du Marché aux Herbes)
1000 Bruxelles (Belgique)